# Abadía de Longchamp
La abadía de Longchamp , también conocida como monasterio de la Humildad de la Santísima Virgen, fue un convento de las Clarisas, fundado en 1255 en París por santa Isabel de Francia.

## Fundación Real

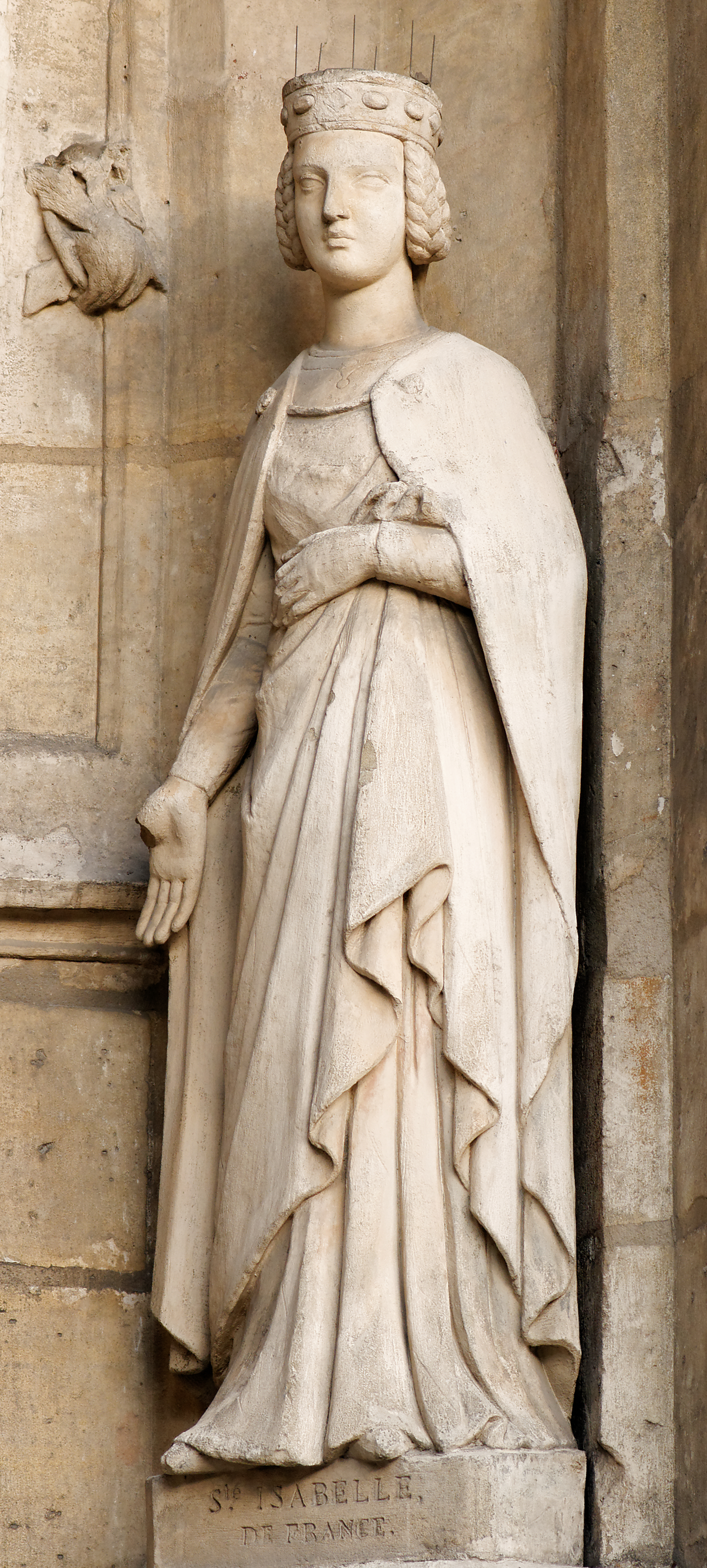
St Isabele, fundadora de Longchamp (Saint-Germain-l'Auxerrois, París)

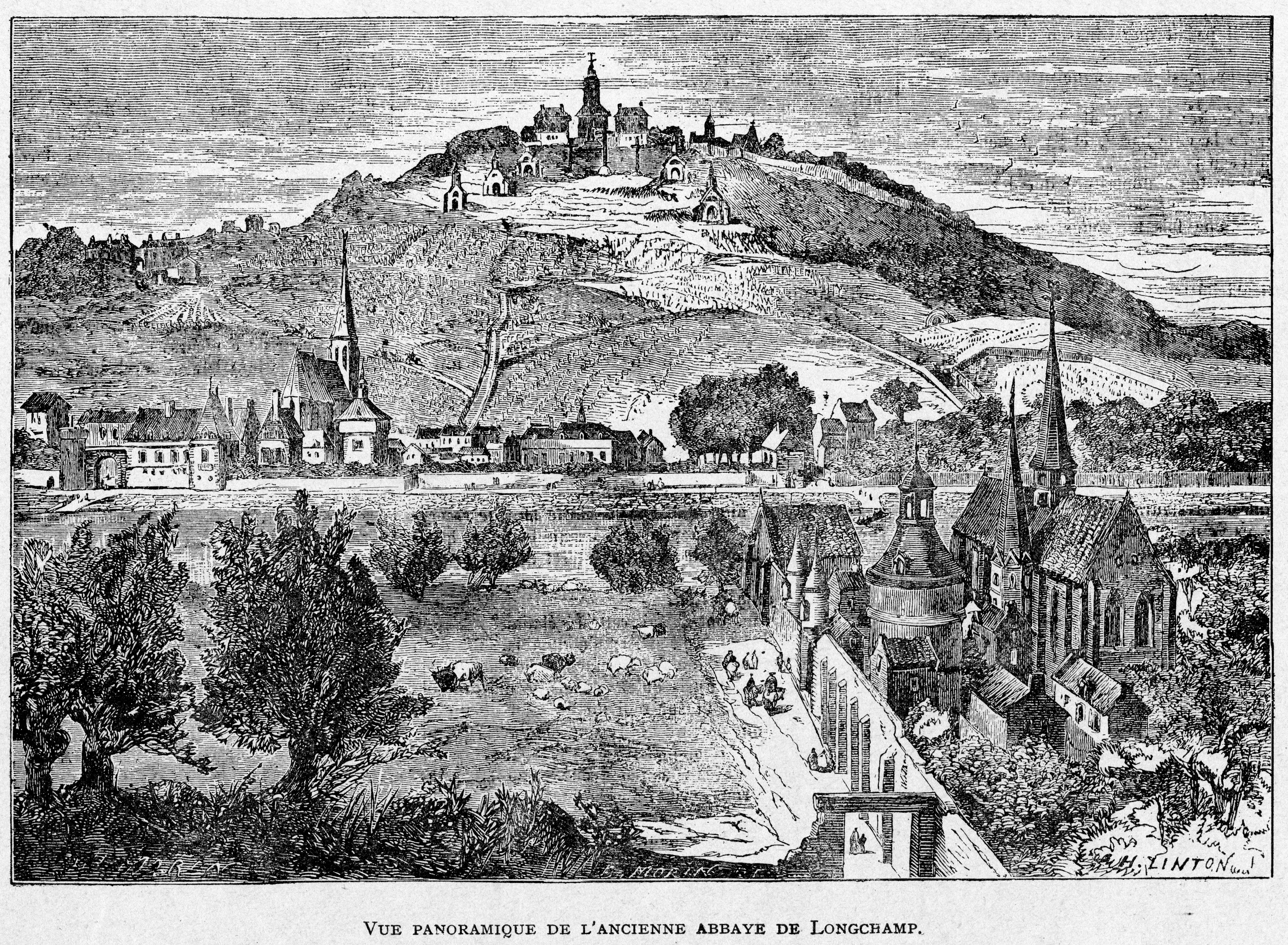
Ruinas de la Abadía de Longchamp (grabado de Edmond Morin hacia 1856)

Aunque comprometida con Hugo XI de Lusignan, hijo mayor y heredero de Hugo X, Isabel se negó a casarse debido a su firme determinación de seguir siendo virgen, y en apoyo a su deseo de fundar un monasterio de Clarisas pobres, su hermano el rey Luis IX de Francia comenzó en 1255 a adquirir la tierra necesaria en el Bosque de Rouvray, no lejos del Sena, al oeste de París. El 10 de junio de 1256, se colocó la primera piedra de la iglesia del monasterio y el edificio puedo haber sido completado a principios de 1259, ya que el Papa Alejandro IV sancionó el 2 de febrero de 1259 la nueva Regla del monasterio realizada por los franciscanos Mansuetus basándose en la Regla de Santa Clara, aunque no tan estricta como aquella regla, pues la comunidad del Monasterio de la Humildad de la Santísima Virgen podía tener propiedades, y a las monjas se las llamaba Hermanas de la humilde orden de los siervos de la Santísima Virgen María, estando sujetas a la Orden de los Frailes Menores. 
Algunas de las primeras monjas vinieron del monasterio de Poor Clare en Reims, aunque Isabele nunca se unió a la comunidad, pero sí vivió en el monasterio, en una habitación separada de las celdas de las monjas. Las enfermedades que padeció durante su vida le impidieron seguir la Regla e Isabel también se negó a convertirse en abadesa, para no perder su riqueza, que compartía con los pobres. Mantuvo una disciplina de silencio la mayor parte de su día y  murió en Longchamp el 23 de febrero de 1270, siendo enterrada en la iglesia del monasterio. Una de sus internas fue Marguerite Delamarre, que inspiró La religiosa, novela de Denis Diderot.

## Destrucción
Con la Revolución Francesa, el 26 de febrero de 1790 las monjas recibieron una orden de expulsión, el 17 de septiembre de 1792 fueron retirados los objetos de valor y sagrados de la capilla y el 12 de octubre de ese año las monjas abandonaron el monasterio. En 1794 el edificio se puso a la venta, pero como nadie deseaba comprarlo, fue destruido y en 1857 las paredes se derribaron, a excepción de una torre, y los terrenos se añadieron al Bois de Boulogne.

## Abadesas de Longchamp
- Agnès I d'Anneri 1259-1262
- Mathilde de Guyencourt 1262-1263
- Agnès II d’Harcourt 1264-1275
- Julienne de Toyes 1275-1279
- Agnès II d’Harcourt 1279-1287
- Jeanne I de Nevers 1288-1294
- Jeanne II de Grèce 1294-1303
- Jeanne III de Vitry 1303-1312
- Jeanne IV d’Harcourt 1312-13??
- Jeanne V de Gueux 13??-1328
- Marie I de Lions 1328-1347
- Jeanne VI de Boucheville 1347-1349
- Agnès III du Liège 1349-1357
- Marie II de Gueux 1357-1369
- Agnès IV La Chevrel 1369-1375
- Jeanne VII de La Neuville 1375-1390
- Laurence Jacob 1390-13??
- Jeanne VIII de La Godicharde 13??-1402
- Agnès V d'Issy 1402-1418
- Jeanne IX des Essarts 1418-1437
- Marie III de La Poterne 1437-1451
- Marguerite I Gentianne 1451-1467
- Jeanne X La Porchère 1467-1484
- Jeanne XI Gerente 1484-1500
- Jacqueline de Mailly 1500-1514
- Jeanne XII de Hacqueville 1514-1532
- Catherine I Picard 1532-15??
- Jeanne XIII de Mailly 15??-1540
- Georgette Cœur 1540-1550
- Louise de Cerasme 1550-1559
- Marie IV Lottin 1559-15??
- Charlotte de La Chambre 15??-1567
- Anne I de Fontaines 1567-1580
- Jeanne XIV de Mailly 1580-1604
- Françoise Potier 1604-1606
- Bonne d'Amours 1606-1608
- Catherine II Brûlart de Sillery 1608-1629
- Claudine I Isabelle de Mailly 1629-1634
- Isabelle II Mortier 1634-16??
- Madeleine Placain 16??-1653
- Catherine III de Bellièvre 1658-1668
- Claudine II de Bellièvre 1668-1670
- Claudine I Isabelle de Mailly 1670-1673
- Catherine III Marie Dorat 1673-1676
- Catherine-Elisabeth I de Gournay 1676-1679
- Marguerite II Isabelle de Flecelles, 1679-1683
- Catherine III Marie Dorat 1683-1685
- Marie-Anne I Dorat 1685-1688
- Anne-Marie de Bragelongne 1688-1691
- Catherine III Marie Dorat 1691-1694
- Marie-Anne I Dorat 1694-1697
- Catherine III Marie Dorat 1697-1700
- Marie-Anne I Dorat 1700-1700
- Elisabeth-Henriette Guignard 1700-1703
- Catherine III Marie Dorat 1703-1706
- Marguerite III Agnès Nolet 1706-1709
- Elisabeth-Henriette Guignard 1709-1712
- Marguerite III Agnès Nolet 1712-1715
- Catherine-Elisabeth II Le Cosquino 1715-1718
- Marguerite III Agnès Nolet 1718-17??
- Catherine-Elisabeth II Le Cosquino 17??-1721
- Marie-Anne II Le Jau 1721-1724
- Catherine-Elisabeth II Le Cosquino 1724-1730
- Marie-Anne II Le Jau 1730-1733
- Catherine-Elisabeth II Le Cosquino 1733-1737
- Catherine IV Thérèse de Tourmont 1737-1740
- Anne II Louise de Tourmont 1740-17??
- Marie V Jeanne Jouy 17??-1790